# Opole
Opole (njemački: Oppeln, hrvatski: Opolje) je grad u Opolskom vojvodstvu u Poljskoj. 

## Povijest
Povijest grada počinje u 8. stoljeću. Prema arheološkim iskopavanjima, prvo slavensko naselje je osnovano na Ostróweku sjeverom dijelu riječnog otoka Pasieka na rijeci Odri. 
Nakon poraza Njemačkog Carstva u Prvom svjetskom ratu, 20. ožujka održan je plebiscit u Oppelnu da bi se utvrdililo dali stanovništvo želi biti dio Weimarske Republike ili Druge Poljske republike. 20.816 (94,7%) glasača bili su za Njemačku, 1.098 (5,0%) za Poljsku, a 70 (0,3%) glasova proglašeni su nevažećim, odaziv je bio 95,9%.
Za vrijeme Drugog svjetskog rata u Opolu je bio osnovan geto za Židove. Nakon rata Potsdamskom konferencijom odlučeno je da će grad biti dio Poljske. Za razliku od ostalih dijelova Poljske u
Opolu i okolnom području ostalo je autohtono stanovništvo i nije nasilno protjerano. Više od 1 milijuna Šleha koji su tretirani kao takvima od strane vlasti zbog njihovog jezika i običaja, bilo je dopušteno da ostanu nakon što su potvrdili da su Poljaci u posebnom procesu provjere. Grad je danas središte Nijemaca u Poljskoj iako samo 2,46% stanovništva govori njemački jezik.

## Stanovništvo
Prema podacima iz 2009. godine grad ima	125.992 stanovnika. 

## Gradovi prijatelji
Opole je pobratimljen sa :
| - Litva, Alytus - Grčka, Agioi Anargyroi - Njemačka, Bonn - Češka, Bruntál - Italija, Carrara | - Francuska, Grasse - Francuska, Dijon - Njemačka, Ingolstadt - Ukrajina, Ivano-Frankivsk - Finska, Kuopio | - Njemačka, Mülheim - Njemačka, Potsdam - SAD, Roanoke - Mađarska, Székesfehérvár - Srbija, Kragujevac |

## Galerija
- Zeleni most
- Panorama grada i crkve
- Muzej
- Młynówka kanal
- Stari grad

## Vanjske poveznice
- Službena stranica grada